# Загрызово
Загрызово (укр. Загризове) — село,
Богуславский сельский совет,
Боровский район,
Харьковская область, Украина.
Код КОАТУУ — 6321080502. Население по переписи 2001 г. составляет 544 (251/293 м/ж) человека.

## Географическое положение
Село Загрызово находится на левом берегу Оскольского водохранилища (река Оскол).
Через село проходит железная дорога, ближайшая станция в 6-и км (Имени Олега Крючкова).
Выше по течению село Кругляковка.
Ниже по течению — село Богуславка.
На противоположном берегу село Сеньково. Есть мост.
Через село проходит автомобильная дорога Т-2109.

## История
- 1785 — дата первого упоминания об этом поселении[1].

## Объекты социальной сферы
- Школа.

## Достопримечательности
- Выявлено 2 поселения скифских времен (IV—III ст. до н. э.) возле села Загрызово.
- Братская могила советских воинов. Похоронено 27 воинов.

## Известные люди
- Бижко, Владимир Егорович — Герой Советского Союза.
- Святенко, Фёдор Трофимович — советский военный деятель, командир 210-го мотострелкового полка 82 мотострелковой дивизии.